# Гері Джеймз
Гері Гааг Джеймс (англ. Harry Haag James; 15 березня 1916 — 5 липня, 1983) — американський музикант, що прославився своєю грою на трубі в біг-бенді, яким він керував з 1939 до 1946 років. На короткий час залишивши групу в 1947-му, за деякий час він знову приєднався до неї, де й грав аж до кінця життя у 1983-му. Особливу відомість Гері принесла його неймовірна техніка гри і чудове відчуття ритму. Його талант сильно вплинув на техніку і стиль гри на трубі в кінці 1930-х і в 1940-х роках. Також Гері був актором, його фільми зазвичай так чи інакше були пов'язані з його бендом.

## Ранні роки

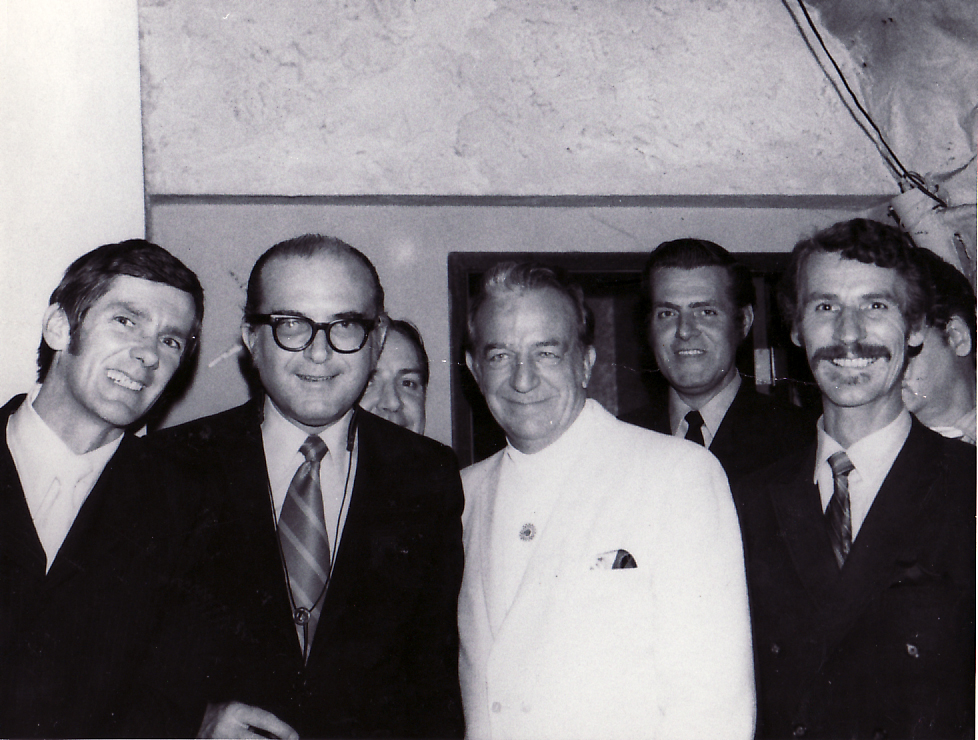
Зліва: Стен «Cuddles» Джонсон, Фрейзер МакФерсон, Боб Сміт, Гарі Джеймс, Ел Джонсон, Стю Барнет. (Фото з «The Cave Supper Club», травень 1970-го)

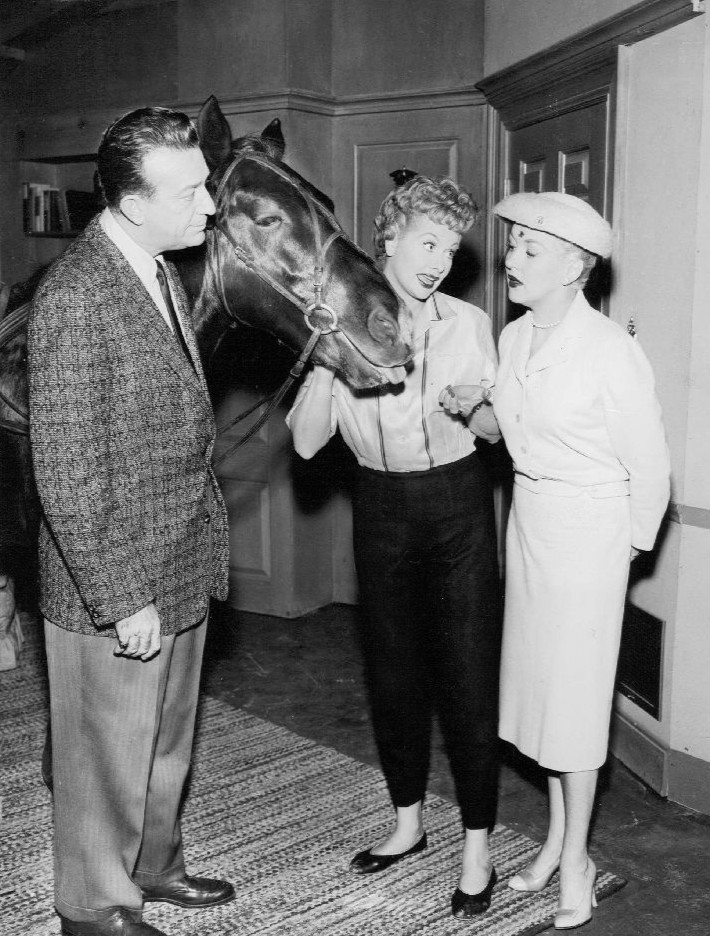
Зліва: Гарі Джеймс, Люсіль Бол, Беті Гребл. (The Lucille Ball-Desi Arnaz Show, 1958 р.)

Гері народився у Олбані в штаті Джорджія, він був сином Міртл Мейбель (Myrtle Maybelle, до шлюбу Stewart), що працювала акробаткою і наїзницею у мандрівному цирку. Батько — Еверет Роберт Джеймс (Everett Robert James) — керівник музичного колективу в мандрівному цирку, що називався Haag Circus. Як розказував Гарі, у віці 6 років його ледь не затоптав кінь, але мати врятувала його . У віці 10 років Гарі бере уроки гри на трубі у свого батька, який суворо наказував йому практикуватися кожного дня. Щодня батько давав йому на вивчення одну сторінку з книги Ербану і не дозволяв займатись нічим іншим, поки цю сторінку не було вивчено.

## Кар'єра
У 1931-му сім'я музиканта осіла у Бомонті, що в Техасі. У віці 15 років Джеймс почав грати на трубі у місцевих танцювальних колективах. Він часто брав участь у виступах колективу Германа Волдмена (Herman Waldman) і одного разу його талант помітив на той час вже дуже відомий Бен Полак. У 1935-му молодий музикант приєднався до колективу Полака, але за два роки, у 1937-му, покинув його і приєднався до оркестру Бені Гудмена, де й грав до 1938-го. Гері дали прізвисько «яструб» за вміння читати ноти з першого ж погляду. Про нього жартували, що якщо муха сяде на лист із нотами, то Гері зможе її зіграти. 
За фінансової підтримки Ґудмана, у січні 1939 року Джеймс дебютує зі своїм біг-бендом у Філадельфії, що в Пенсільванії, але він не дає виступів до 1941 року, доки Гері не додає струнних інструментів. Цей колектив став відомим як Harry James and His Music Makers. Їхній хіт «You Made Me Love You» знаходився у десятці найкращих протягом тижня у грудні 1941-го. Сам Гері цього часу знімається у двох фільмах, Private Buckaroo та Весна в скелястих горах. Він з гуртом подорожує з концертами до 1980-х. Оркестр Гері Джеймса також досі існує, ним керує Фред Редкі.

## Керівник бенду
Першим «великим іменем», кого найняли для роботи в бенді, був Френк Сінатра, його найняли у 1939-му із зарплатнею 75$ на тиждень. Джеймс підписав із Сінатрою контракт на рік, із яких співак відпрацював сім, залишивши гурт і перейшовши до Томі Дорсі Той хотів «перейменувати» Сінатру на Френкі Сатіна (Frankie Satin), але співак відмовився. Пізніше в бенді брав участь ударник Баді Річ, а вокалісткою стала Гелен Форест. Джоні МакКафі грав на саксофоні і співав, а Коркі Коркоран віртуозно грав на саксофоні.

### Радіо
Оркестр Гері у 1942-му замінив Ґлена Мілера на радіопрограмі, спонсором якої були сигарети Chesterfield, тоді Мілер розпустив оркестр, щоб піти до армії. У 1945-му грали літню програму замість Дені Кея на CBS.
Головною причиною розпуску бенду в 1946 році була відсутність доходів. Після цього Гері продовжив кар'єру у невеликому джазовому колективі, Harry James and His Music Makers.

### Фільми
Гері грав на трубі у фільмі 1950 року Молодий чоловік з горном, дублюючи Кірка Даґласа. Альбом, записаний для цього фільму, де грала Доріс Дей, посів перше місце у чарті. Запис Джеймса «I'm Beginning to See the Light» можна почути у фільмі My Dog Skip (2000). Також його музика лунає у стрічках Вуді Алена Ганна та її сестри. Джеймс записав багато популярних платівок і з'являвся у багатьох голівудських фільмах.

## Музичний стиль

### Вплив
Джеймс провів дитинство разом із мандрівним цирком і перейняв багато із технік виконання у місцевих музикантів. Ці техніки взагалі були популярними в ті часи і називались «гарячим» (hot jazz style) джазовим стилем, ідолом цього напрямку був Луї Армстронґ, але вже в 1950-ті він поступився популярністю прихильникам «прохолодного» джазу, який на разі так і називається — cool jazz. Батько Джеймса підтримував суворий режим навчання, що допомогло Гері досягти виняткової техніки гри.
Проводячи дитинство на півдні, музикант захоплювався також блюзом, який справив враження на його стиль. Джеймс згадував: «Мене привів до Техасу блюз, мені тоді було 11 чи 12 років, я познайомився зі стилем, що називався 'ряд барбекю' (barbecue row), я тоді часто сидів поміж хлопців з гітарами і відбитими горлечками пляшок в руках, так вони і грали блюз; ось і все що ми вміли.»
Луї Армстронґ, почувши кілька виступів Гаррі, так оцінив почуте: «Цей білий хлопець — він грає, як дзиґа!»

### Від джазу до поп-музики
Після того як Гері покинув Бені Ґудмена у 1939-му, щоб зібрати власний гурт, він зрозумів, що керування таким гуртом вимагає набагато більшого набору вмінь, аніж просто хороше володіння інструментами. Незабаром гурт Джеймса опинився на порозі банкрутства, він не міг поєднувати керування і гру в бенді.
У 1940-му Джеймс втратив контракт з Columbia Records (повернувшись до них у 1941-му), а Френк Сінатра у січні того ж року покинув бенд. Тоді Джеймс приймає важливе рішення — додати поп-ноток до звучання колективу. З комерційної точки зору, це рішення було доволі вдалим: зовсім скоро  записи гурту опинились на перших місцях у американських чартах.
У звіті казначейства США 1945 року Гері Джеймса та Беті Грейбл виявились парою, що заробляли найбільше у країні. Втім, комерційно успішний джаз досить негативно був сприйнятий критиками. Ден Морґенстерн (Dan Morgenstern), поважний критик та директор Інституту Джазових студій (Institute of Jazz Studies), назвав реліз 1941 року «You Made Me Love You» таким, «який джазові критики ніколи не простять Джеймсу».
Джеймс всі 1940 роки продовжував грати поп-джаз, який дуже критично зустрічали критики, називавши «солодкуватим».

### Зміна орієнтирів
В середині 1950-х Джеймс переглядає свої вподобання щодо джазу. Каунт Бейсі дав поштовх таким змінам, коли повторно зібрав гурт «16 чоловіків, що грають свінґ» («16 Men Swinging»). Тоді Джеймс і вирішив узяти приклад з Бейзі. Він підписав контракт з Capitol Records у 1955-му, а через два роки, після релізу багатьох студійних версій пісень, що раніше вже були видані на Columbia, Джеймс записав 10 нових пісень, зо увійшли до альбому Wild About Harry!.
Незважаючи на повернення до класичного джазу у 1950-60-х, критики вже більше ніколи не відгукувались про Джеймса схвально. У 2014 р., Марк Майєрс (Marc Myers) з JazzWax написав: «Гурт Джеймса у 1940-х був більш сучасним, аніж більшість тогочасних зірок, а в 1949-му він очолив один за найкращих бендів того року».

## Приватне життя
Джеймс мав трьох дружин. Перша з них, співачка Луїза Тобін, з нею Гері одружився 4 травня 1935 року, пара мала двох дітей. 1943-го вони розлучились. Того ж року музикант одружився з Беті Грейбл. Вони мали двох дочок, Вікторію та Джесіку, а 1965-го також розлучились. Втретє Гері одружився 27 грудня 1967 року, його обраницею стала танцюристка з Лас-Вегаса на ім'я Джоан Бойд. Шлюб із нею закінчився у березні 1970-го. Гері мав п'ятеро дітей і 16 внуків.
Джеймс мав кількох гончих коней, які вигравали деякі із змагань.

## Останні роки
У 1983-му у Джеймса діагностували лімфому, але, незважаючи на це, він продовжив роботу і дав виступ 26 червня 1983 у Лос-Анжелесі всього за 9 днів до своєї смерті. Помер музикант у Лас-Вегасі. Останньою роботою Гарі став виступ зі своїм оркестром. Він помер рівно через 40 років після шлюбу з Беті Грейбл (5 липня 1943-го), яка померла раніше і була кремована рівно через 30 років після початку шлюбу (5 липня, 1973-го). Френк Сінатра виступив з промовою на цвинтарі в Лас-Вегасі.

## Дискографія
Гарі Джеймс записав 29 студійних альбомів, 43 платівки, багато саундтреків та живих виступів, часто з'являючись у виступах інших музикантів.
Джеймс випустив більше 200 синґлів, 9 з них досягали першого місця в американських чартах, 32 були в десятці найкращих, а 70 опинялись у сотні найкращих поп-записів США.

Примітки
1. ↑  At the time of James's charts, Billboard magazine referred to the R&B chart as "The Harlem Hit Parade."

### Вибрані альбоми
- Boogie Woogie (Columbia Records — C44, 1941, збірка)[33]
- Young Man with a Horn (soundtrack) (Columbia Records — CL 6106, 1950)[34]
- Wild About Harry! (Capitol Records — ST 874, 1957)[23]
- The New James (Capitol Records — ST 1037, 1958)[35]
- Harry's Choice! (Capitol Records — ST 1093, 1958)[36]
- Trumpet Rhapsody (Harmony/Columbia, збірка синґлів 1940-х років, видана 1958-го)
- Harry James and His New Swingin' Band (MGM, 1959)
- Harry James…Today! (MGM, 1960)
- Requests On-The-Road (MGM, 1961)
- The Spectacular Sound of Harry James (MGM, 1961)
- Harry James Plays Neal Hefti (MGM, 1961)
- The King James Version (Sheffield Lab — LAB-3, 1976)[37]
- Comin' From A Good Place (Sheffield Lab — LAB-6, 1977)[38]
- Still Harry After All These Years (Sheffield Lab — LAB-11, 1979)[39]

## Нагороди

### Зал слави Гремі
У 2016-му два записи Гері Джеймса були додані до Залу слави Гремі, спеціальної нагороди Гремі, заснованої у 1973-му для вшанування записів, яким більш ніж 25 років і вони зробили великий внесок в історію.
| Нагороди залу слави Гремі |                                               |               |          |            |
| Рік запису                | Назва                                         | Жанр          | Лейбл    | Рік подачі |
| 1942                      | Trumpet Blues and Cantabile                   | Джаз (альбом) | Columbia | 1999       |
| 1941                      | You Made Me Love You (I Didn't Want to Do It) | Поп (синґл)   | Columbia | 2010       |

### Голосування читачів
Журнал Metronome проводив щорічне опитування читачів щодо їхньої думки: хто з музикантів є найкращим виконавцем року. Переможців запрошували до вручення Metronome All-Stars і подальших студійних записів.
Студійні записи проводились у 1939—1942 р.р., 1946—1953 та 1956-му, а музикант міг вибирати, грати соло, чи з оркестром. Гері Джеймс обрав запис разом із оркестром Metronome All-Stars (1939, 1940 та 1941 років).
За опитуванням журналу Downbeat Джеймса було обрано найкращим трубачем таких років: 1937, 1938 та 1939, а також найкращим солістом 1942-го.

### Винагороди
За внесок до кіноіндустрії Гері отримав своє місце на Голівудській алеї слави за адресою 6683, бульвар Голівуд.
1983 року Джеймс був представлений у залі слави «Big Band and Jazz Hall of Fame».

## Педагогічні твори
- Harry James Studies & Improvisations for Trumpet, Harry James, ed. Elmer F. Gottschalk, New York: Robbins Music, 1939
- Harry James Trumpet Method, Harry James, Everette James, ed. Jay Arnold, New York: Robbins Music, 1941